# ليجراند لوكوود
ليجراند لوكوود (بالإنجليزية: LeGrand Lockwood)‏ هو مصرفي أمريكي، ولد في 14 أغسطس 1820 في نوروولك في الولايات المتحدة، وتوفي في 24 فبراير 1872.